# Gottfried Seiler
Gottfried Seiler (* 27. Mai 1866 in Balgheim; † 9. Juni 1940 in Leipzig) war ein deutscher Pfarrer und Inspektor der Diakonen- und Erziehungsanstalt Rummelsberg.
Er wurde am 27. Mai 1866 als Sohn eines Pfarrers geboren. Ab 1893 war er Pfarrer in Feucht, wo er 1894 einen Gemeindeverein gründete. Ab 1904 gehörte er dem Ausschuss des Landesvereins der Inneren Mission von Nürnberg an.
Seiler war eng mit Feucht und Rummelsberg verbunden. Er war zunächst Pfarrer in Feucht und ging kurz vor dem Ersten Weltkrieg als Leiter der Diakonen- und Erziehungsanstalt nach Rummelsberg. Dort begleitete er den Bau und die Eröffnung der Landesdiakonenanstalt in Rummelsberg.
Seiler war verheiratet mit Marie Seiler und hatte eine Tochter, Emma Margarethe.
1911 wurde Gottfried Seiler als Nachfolger von Friedrich Eichler Inspektor der Diakonen- und Erziehungsanstalt Rummelsberg. In seiner Amtszeit hatte er große finanziellen Probleme der Rummelsberger Diakonie zu lösen, die im Zusammenhang mit dem Ersten Weltkrieg entstanden waren.
Im Februar 1919 trat er eine Pfarrstelle in Kattenhochstatt bei Weißenburg an. Gottfried Seiler starb am 9. Juni 1940 in Leipzig.

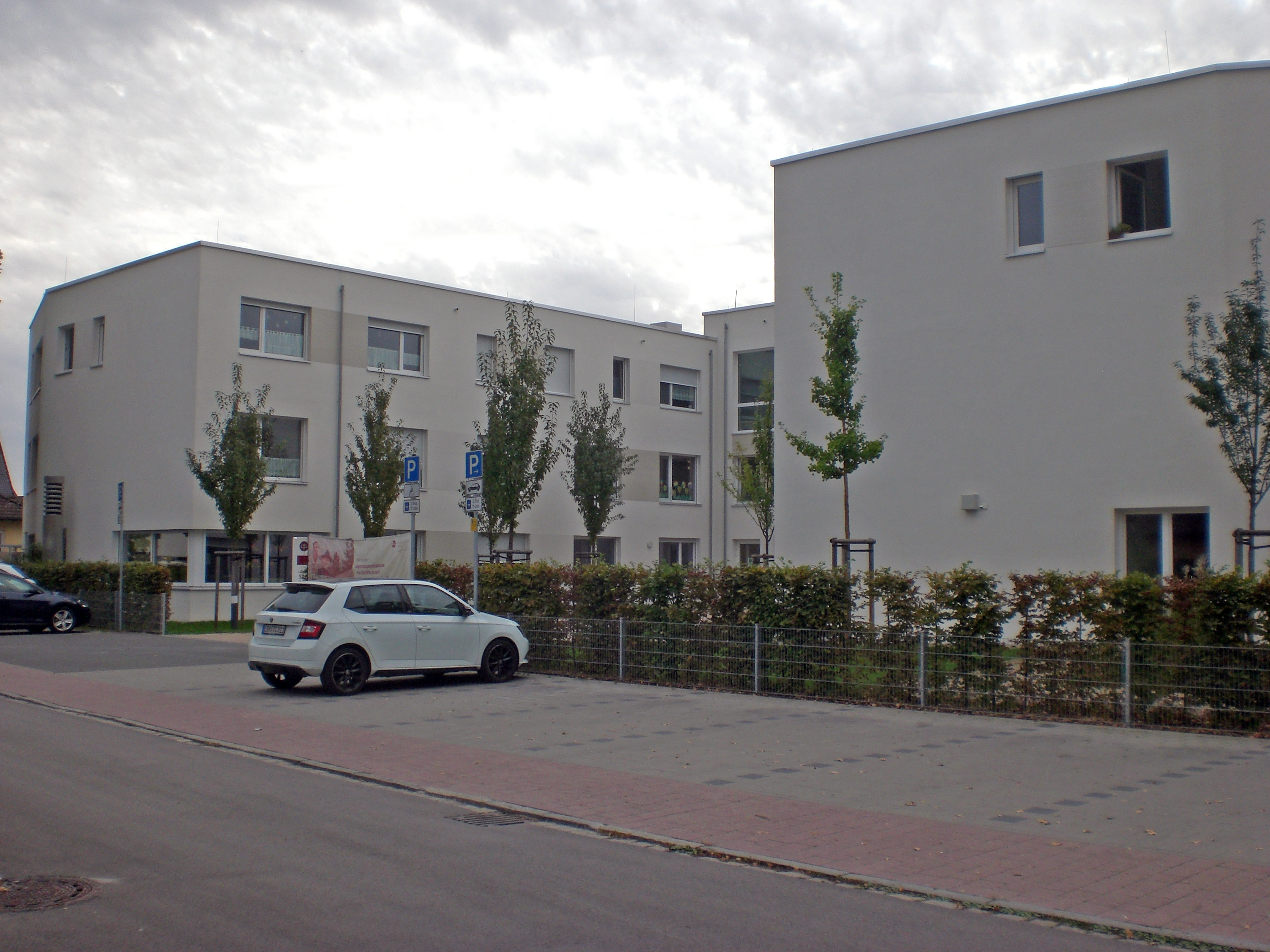
Seniorenheim Gottfried Seiler in Feucht

Nach einer Bürgerbefragung wurde 2017 eine Senioreneinrichtung in Feucht nach ihm benannt.